# Shokek
Shokek (en hébreu : עין שוקק) est le nom d'une source d'eau située sur le Mont Guilboa en Israël.
Non loin du Shokek, on a découvert des vestiges archéologiques d'une construction et d'une réserve d'eau de l'époque byzantine.